# Artur Najfonov
Artur Ėdikovič Najfonov (in russo Артур Эдикович Найфонов?; Nižnevartovsk, 10 maggio 1997) è un lottatore russo, di origini ossete, specializzato nella lotta libera. Ha rappresentato il ROC ai Giochi olimpici estivi di Tokyo 2020, vincendo la medaglia di bronzo nel torneo degli 86 kg.

## Palmarès

### Per ROC
- Giochi olimpici

Tokyo 2020: bronzo nella lotta libera 86 kg.

### Per la Federazion russa di lotta
- Mondiali

Oslo 2021: bronzo negli 86 kg.

### Per la Russia
- Mondiali

Nur-Sultan 2019: bronzo negli 86 kg.
- Europei

Kaspijsk 2018: oro negli 86 kg.
Roma 2020: oro negli 86 kg.
Varsavia 2021: oro negli 86 kg.